# Пилско депо Окронгляк
Пилското депо „Окро̀нгляк" (на полски: Stowarzyszenia Parowozownia Pilska „Okrąglak") е локомотивно депо в гр. Пила, Великополско войводство, Централна Полша.
Строителството на Пилското депо датира от 1870 – 1874 г. Свързано е с интензивното развитие на железницата на територията на някогашна Прусия. Депото става образец за изграждане на сгради от такъв тип в Европа благодарение на прилагането на нетипичните архитектурни решения.
След 120-годишно използване то е изведено от експлоатация през 1990-те години и е забравено. Състоянието на депо накарва жители на град Пила да учредят едноименно дружество, за да спасят този исторически обект.